# 안성객사
안성객사(安城客舍)는 대한민국 경기도 안성시 낙원동에 있는 조선시대의 객사이다. 1995년 8월 7일 경기도의 유형문화재 제154호로 지정되었다.

## 개요
객사는 조선시대의 지방 관아건물로 고을 수령이 임금의 위패를 모시고 예를 올리는 정청과 중앙에서 파견된 관리들이 머물렀던 좌우 익실로 구성되어 있다.
확실한 기록은 없으나 고려 전기에 세워진 것으로 추정된다. 명문이 쓰여진 기와는 조선 숙종 21년(1695)에 고쳐졌다는 것을 알 수 있게 한다. 원래 읍내의 관아 주변에 위치하고 있었으나, 일제시대에 명륜여자중학교로 옮겨졌다가 1995년에 해체·수리되어 지금의 위치에 세워졌다.
업무를 보던 정전은 앞면 3칸·옆면 3칸에 지붕 옆면에 사람 인(人)자 모양을 하고 있는 맞배집의 정청이 가운데 있고, 양 옆에는 앞면 2칸·옆면 2칸에 지붕 옆면이 여덟 팔(八)자 모양인 팔작지붕집이 붙어있는 형식이다. 정청은 기둥 머리 위에만 지붕의 처마를 받치는 공포를 얹은 주심포계 양식이다.
기둥 높이에 비해 기둥 사이의 거리가 좁고 가운데가 가늘게 보이는 것을 막기 위해 기둥 가운데를 약간 굵게 하는 배흘림기법이 전혀 보이지 않고 있다. 이는 해체·수리 때 조사한 결과 일제시대에 옮겨지면서 기둥 아랫부분이 잘려나가고 기둥 사이의 거리도 줄여져서 생긴 현상이다.
이 객사는 우리나라에서 몇 개 남아 있지 않은 고려 주심포계 양식의 건물로 건축사 연구에 매우 중요한 자료로 쓰인다.

## 같이 보기
- 전주 풍패지관
- 팽성읍 객사

## 참고 문헌
- 안성객사 - 국가유산청 국가유산포털